# Der verzauberte Pilger

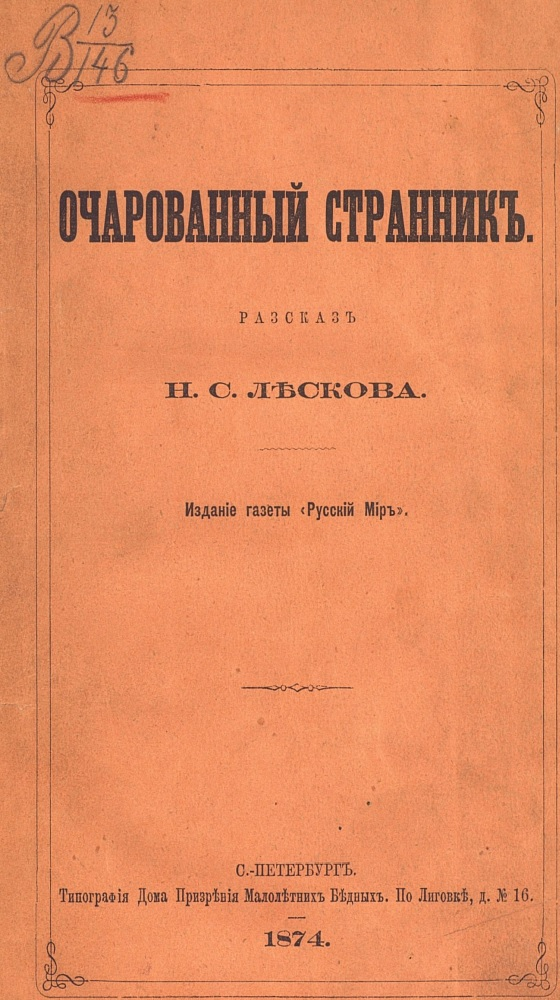

Der verzauberte Pilger (russisch Очарованный странник, Otscharowanny strannik) ist eine Erzählung des russischen Schriftstellers Nikolai Leskow, die 1872–1873 entstand und vom 8. August bis 19. September 1873 in der Sankt Petersburger Wochenzeitung Russki mir erschien. Der Autor hatte Impressionen einer Reise nach Kexholm und zum Kloster Walaam aus dem Sommer 1872 eingeflochten.
Leskow lässt den ein klein wenig einfältigen Pferde-Connaisseur Iwan Sewerjanytsch Flagin, einen neueren Bogatyr-Helden à la Ilja Muromez, seine Lebensgeschichte – sprich seinen Leidensweg durch russische Landen – weitschweifig erzählen.
Der südrussisch anmutende Arbeitstitel Der Telemachos von der Schwarzerde verrät die Anlehnung an Fénelons Die seltsamen Begebenheiten des Telemach.

## Inhalt
Der 52-jährige verzauberte Pilger Iwan Flagin, auch Golowan genannt, blickt, nach langer Reise endlich im Kloster als Novize untergekommen, zurück. Der Sohn Leibeigener wuchs im Pferdestell des Grafen K. im Gouvernement Orjol auf. Die Mutter verlor Iwan früh. Schon als Heranwachsender lenkte er als Vorreiter den Sechsspänner des Grafen. Während einer steilen Bergabfahrt überfährt er einen Mönch. Der Tote erscheint Iwan im Traume und beklagt sich, er habe ihn ohne Beichte in den Tod geschickt. Dann weissagt der Überfahrene noch, Iwan sei Gott versprochen. So kommt es auch. Zuvor päppelt Iwan in Nikolajew als „Amme“ einen Säugling mit Ziegenmilch auf, kuriert dessen englische Krankheit, flieht aus Pensa, erschlägt einen Tataren, lebt, als Gefangener an den Füßen verstümmelt, zehn Jahren in den Ryn-Bergen, macht dort die Vielweiberei der Tataren mit, wird dabei Vater etlicher Kinder, heilt als „Arzt“ die Tataren, spricht schließlich fließend Tatarisch, lehrt die Steppennomaden als Feuerwerker das Fürchten, heilt die eigenen kaputten Füße, flieht als 33-Jähriger nach Astrachan, wird seinem Orjoler Fürsten zwangsweise zugeführt, ertränkt mitleidvoll das unglückliche junge Zigeunermädchen Gruscha und geht als Soldat Pjotr Serdjukow für fünfzehn Jahre in den Kaukasus. Iwan verlässt die wilden Berge, nachdem er wegen Tapferkeit vor dem Feind zum Offizier befördert und mit dem Georgskreuz dekoriert wurde. Der Held erreicht – wie gesagt – sein Ziel, das Kloster am Ladogasee.
Nach dem Erlebnis Kaukasus war Iwan in ruhige Fahrwasser geraten. Als Auskunftsbeamter in einem Petersburger Adressenbüro wurde es direkt langweilig. Aber als Offizier mit Kriegsorden durfte er immerhin weder beschimpft noch geschlagen werden. Iwan gesteht, er habe in seinem „Leben viele Unschuldige umgebracht“. Zudem musste er manche Grausamkeit mitansehen. Da hatten die Tataren zwei russische Missionare gemeuchelt. Die Nomaden wollten partout keine Christen werden. Iwans titelgebende Verzauberung hängt unter anderen mit einem trunksüchtigen Magnetiseur zusammen. Der hatte Iwan das Trinken mit einer Trinkkur abgewöhnt und dem Titelhelden bei der Gelegenheit zu Tagträumen en masse verholfen.
Gestorben wird laufend. So geht auch der Magnetiseur, dieser Trinkteufel, dahin.
Richtig zur Ruhe kommt Iwan selbst im Kloster nicht. Der Abt lässt den Novizen, der sich nicht unterwerfen mag, monatelang in einem Kellerloch für die Küche Salz mahlen. Diese Strafarbeit ist aber immer noch geistig anregender als jene jahrelange Gefangenschaft bei den Tataren. Denn die Mönche schauen immer einmal zu dem Eingesperrten hinab. Als Iwan dann seinen vorbeischauenden Besuchern prophezeit, weiß der ratlose Abt keine Strafe mehr und lässt ihn frei. Iwan darf nach Solowki pilgern.

## Adaptionen
- 1990: Der verzauberte Pilger,[7] Mosfilm von Irina Poplawskaja[8]
- 2002: Der verzauberte Pilger,[9] Oper von Rodion Schtschedrin

## Rezeption
- 1959: Setschkareff[10] charakterisiert Iwan Flagin treffsicher: „… ein unbändiges Temperament, von kindlicher Güte, angeborener Anständigkeit und Ehrlichkeit – doch mit einem entschieden unterentwickelten Intellekt – eine Tatsache, die für die mannigfachen ‚Abenteuer‘, die er zu bestehen hat, weitgehend verantwortlich ist; …“[11] Vorbilder für eine Prosa-Umschau durch Russland im Rahmen einer Rundreise, wie sie hier vorliegt, wären zum Beispiel Gogols Tote Seelen und Lermontows Bela.[12]
- 1969: Reißner[13] hebt den Text mit dem „eigenartigen Titel“ als eine von Leskows „großartigsten Geschichten“ hervor. Der hochgewachsene edle Recke Iwan Flagin fungiere nicht nur als bloße Klammer zwischen den zahlreichen überbordenden Storys, sondern stehe bei Leskow stellvertretend für das russische Volk in seinem Denken und Fühlen.
- 1985 Dieckmann[14] meint, Leskow stelle mit Iwan Flagin keinen idealen Helden hin. Der Ruhelose werde schuldig und seine Lebensgeschichte sei tragisch.

### Deutschsprachige Ausgaben
- Der verzauberte Pilger. Deutsch von Günter Dalitz. S. 602–756 in Eberhard Dieckmann (Hrsg.): Nikolai Leskow: Gesammelte Werke in Einzelbänden. Bd. 3. Der versiegelte Engel. Erzählungen und ein Roman. 795 Seiten. Rütten & Loening, Berlin 1985 (1. Aufl.)

Verwendete Ausgabe:
- Der verzauberte Pilger. Deutsch von Günter Dalitz. S. 164–326 in Eberhard Reißner (Hrsg.): Nikolai Leskow: Gesammelte Werke in Einzelbänden. Der verzauberte Pilger. 771 Seiten. Rütten & Loening, Berlin 1969 (1. Aufl.)

### Sekundärliteratur
- Vsevolod Setschkareff: N. S. Leskov. Sein Leben und sein Werk. 170 Seiten. Verlag Otto Harrassowitz, Wiesbaden 1959